# Elophos designata
Elophos designata är en fjärilsart som beskrevs av Feichenberger 1962. Elophos designata ingår i släktet Elophos och familjen mätare. Inga underarter finns listade i Catalogue of Life.